# Andrés Pazos (actor)
Andrés Pazos Pérez (Santiago de Compostela, 16 de julio de 1945 - Ib., 13 de enero de 2010) fue un actor español que vivió en Uruguay desde su juventud.

## Biografía
Se instaló en Uruguay en su juventud, donde pasó la mayor parte de su vida, y se graduó de la escuela de teatro en El Galpón, tradicional compañía teatral de Montevideo. También colaboró en la fundación de La Gaviota, colectivo teatral donde se desempeñó entre 1973 y 1985.
Con El Galpón estuvo exiliado en México durante la dictadura militar que gobernó Uruguay, actuando en varias producciones de la compañía como "Rasga Corazón" (1989), del brasileño Oduvaldo Viana Filho.
En la década de 1990, Andrés Pazos volvió a Galicia, donde ha integrado el Centro Dramático Galego (CDG), de la ciudad de Santiago de Compostela, donde ha actuado y dirigido varias producciones.
En los últimos años de su vida, se movió entre España, Uruguay y Argentina, trabajando en teatro y cine. Llegó a ser muy conocido por su papel de Jacobo en la multipremiada Whisky, de los directores Pablo Stoll y Juan Pablo Rebella (2004). También trabajó en ¿Quién dice que es fácil? (2007), de Juan Taratuto. Murió en Santiago de Compostela a los 65 años de edad a consecuencia de un cáncer.

## Filmografía
- Matrioshka (Germán Tejeira, 2008)
- ¿Quién dice que es fácil? (Juan Taratuto, 2007)
- La perrera (Manolo Nieto , 2006)
- Whisky (Pablo Stoll y Juan Pablo Rebella, 2004)
- Televapor (Paco Carballés y Ricardo Llovo , 1997)
- El rey del río (Manuel Gutiérrez Aragón , 1995)